# Malching
Malching är en kommun och ort i Landkreis Passau i Regierungsbezirk Niederbayern i förbundslandet Bayern i Tyskland.
Kommunen ingår i kommunalförbundet Rotthalmünster tillsammans med köpingen Rotthalmünster.